# Французский кубок Порше
Французский кубок Порше — монокубок, проводимый с 2000 года Французской автоспортивной ассоциацией (FFSA) на автомобилях Порше Каррера. Титульный спонсор — компания Matmut.

## Гонки
Гонки французского кубка Порше проводятся в рамках уикендов FFSA (в 2001—2005 гг. Суперсерии), вместе с гонками французского чемпионата Гран Туризмо и др. В течение уикенда проводятся две 30-минутные гонки.

## Победители
| Год  | 1 место                                    | 2 место                                | 3 место                                  |
| ---- | ------------------------------------------ | -------------------------------------- | ---------------------------------------- |
| 2000 | Кристоф Бушю                               | Филипп Гаш                             | Сирил Прюне                              |
| 2001 | Филипп Гаш                                 | Джеймс Руффье                          | Люк Розентвейг                           |
| 2002 | Себастьен Дюмез                            | Джеймс Руффье                          | Сильван Ноли                             |
| 2003 | Себастьен Дюмез                            | Джеймс Руффье                          | Жером Поликан                            |
| 2004 | Джеймс Руффье                              | Энтони Бельтуаз AS Events              | Фредерик Маковецки Nourry Competition    |
| 2005 | Энтони Бельтуаз Team Sofrev — ASP          | Жан-Филипп Даро AS Events              | Сирил Хелиас Pilotage Passion            |
| 2006 | Энтони Бельтуаз Team Sofrev — ASP          | Фредерик Маковецки Nourry Competition  | Морган Мюллин-Траффорт Team Sofrev — ASP |
| 2007 | Патрик Пиле Graff Racing                   | Фредерик Маковецки Nourry Competition  | Морган Мюллин-Траффорт Team Sofrev — ASP |
| 2008 | Энтони Бельтуаз Team Sofrev — ASP          |                                        |                                          |
| 2009 | Рено Дерло Graff Racing                    |                                        |                                          |
| 2010 | Фредерик Маковецки Team Sofrev ASP         |                                        |                                          |
| 2011 | Кевин Эстре AS Events                      |                                        |                                          |
| 2012 | Жан-Карл Верне Sébastien Loeb Racing       |                                        |                                          |
| 2013 | Гаэль Кастелли Racing Technology           |                                        |                                          |
| 2014 | Ком Ледогар France IMSA Performance Matmut |                                        |                                          |
| 2015 | Максим Жус Sébastien Loeb Racing           |                                        |                                          |
| 2016 | Матье Жаниме Martinet by Alméras           |                                        |                                          |
| 2017 | Жюльен Андлауэр Martinet by Alméras        | Джоффри де Нарда Sébastien Loeb Racing | Флориан Латор Martinet by Alméras        |